# R3 (компания)
R3 (полное название R3 CEV LLC) — финансово-технологическая исследовательская компания. Штаб-квартира компании расположена в городе Нью-Йорк. Она ведёт консорциум из 70 крупных финансовых компаний в сфере разработки применения технологии блокчейн в финансовой системе. Компания была основана в 2014 году.

## Консорциум
Консорциум был создан 15 сентября 2015 года девятью финансовыми компаниями: Barclays, BBVA, Commonwealth Bank of Australia, Credit Suisse, Goldman Sachs,J.P. Morgan & Co., Королевский банк Шотландии, State Street Corporation, UBS.
29 сентября 2015 к консорциуму присоединились ещё 13 финансовых компаний: Bank of America, BNY Mellon, Citigroup, Commerzbank, Deutsche Bank, HSBC, Mitsubishi UFJ Financial Group, Morgan Stanley, National Australia Bank, Royal Bank of Canada, Skandinaviska Enskilda Banken, Société Générale, Toronto-Dominion Bank.
28 октября 2015 присоединились ещё 3 финансовые компании: Банк Мидзухо, Nordea, UniCredit.
19 ноября 2015 года присоединились ещё 5 финансовых компаний: BNP Paribas, Wells Fargo, Инг Груп, Macquarie Group, Canadian Imperial Bank of Commerce.
17 декабря 2015 года присоединились ещё 12 финансовых компаний: Bank of Montreal, Danske Bank, Intesa Sanpaolo, Natixis, Nomura Group, Northern Trust, OP-Pohjola, Banco Santander, Scotiabank, Sumitomo Mitsui Banking Corporation, U.S. Bancorp, Westpac.
По состоянию на 25 апреля 2016 года присоединились ещё три финансовые компании: SBI Holdings of Japan, Hana Financial of South Korea, Bank Itau of Brazil.
Первой компанией из Восточной Европы и России, вступившей в консорциум, стала группа QIWI. 13 октября 2016 QIWI объявила о своем присоединении к R3(в 2017 для направления блокчейна и DLT-технологий была создана дочерняя компания QIWI Blockchain Technologies).
Сбербанк России планировал присоединиться к проекту, но получил отказ. В сентябре 2016 года Сбербанк присоединился к другому блокчейн-консорциуму — открытому и некоммерческому объединению Hyperledger от Linux Foundation.
В ноябре 2016 года Goldman Sachs, Santander и Morgan Stanley вышли из консорциума. 
В апреле 2017 года R3 покинул JPMorgan Chase & Co.

## Деятельность
3 марта 2016 года R3 объявила о завершении проводившихся в последние две недели февраля с участием 40 банков испытаний блокчейн-решения для облегчения торговли долговыми инструментами, предлагаемые компаниями Eris Industries (англ.), IBM, Intel.
5 апреля 2016 был представлен проект под названием Corda — «распределенный реестр, разработанный для финансовых сервисов». Компания заявляет, что данная технология сильно отличается от того, как мы представляем себе сегодня технологию блокчейна. Новый протокол не имеет встроенной криптовалюты, доступ к своим данным могут получить только участники проекта..
В рамках проекта LEIA летом 2018 года проведено более 300 транзакций в течение четырех испытаний приложения Know Your Customer (KYC), построенном на блокчейн-платформе Corda. За лето более 39 банков во всех часовых поясах совершили по несколько транзакций обмена данными о своих клиентах.